# Eduard Peck
Eduard Peck (10. října 1857 Vrahovice - 28. ledna 1931 Praha-Královské Vinohrady) byl historik, vlastivědný pracovník a sběratel lidových písní. Vydal mj. knihy Okresní hejtmanství Holešovské a Lid na Vizovsku.

## Dílo
- PECK, Eduard: Okresní hejtmanství Holešovské. Holešov 1892.
- PECK, Eduard (ed.): Valašské národní písně a říkadla s nápěvy do textu vřaděnými. Brno 1884.